# Абели (Кунео)
Абели (итал. Abelly) је насеље у Италији у округу Кунео, региону Пијемонт.
Према процени из 2011. у насељу је живело 19 становника. Насеље се налази на надморској висини од 590 м.